# Jaume de Cordelles i Ramanyer
Jaume de Cordelles i Ramanyer   (Barcelona, segle XVII - segle XVIII) fou un militar català durant la Guerra de Successió Espanyola.

## Biografia
La seva família pertanyia a la burgesia catalana de Barcelona compromesa amb el règim austriacista, era cunyat d'un general de l'Imperi, Georg Ignaz von Tattenbach, i un avantpassat seu, el canonge Jaume Cordelles i Oms, havia estat el 79è President de la Generalitat de Catalunya. D'entre els seus germans, els que més es destacaren en la lluita foren Francesc (Abat), Miquel (coronel) i Felicià.
El 1704, amb el grau de Tinent Coronel i protector del Braç Militar de Catalunya, era el màxim comandant de la Coronela de la Ciutat de Barcelona i alhora formava part dels nuclis conspiratius que preparaven l'aixecament militar contra el nou rei Felip IV d'Aragó i V de Castella. Quan les tropes del Reichfeldmarshall Georg von Hessen-Darmstadt (Príncep Jordi) desembarcaren a Barcelona, el complot fou descobert i el virrei de Catalunya borbònic Velasco el desterrà de Barcelona.
Anà a Vic, i el 1705 s'uní a les forces que participaren en l'Aixecament Militar Austriacista. Quan l'Arxiduc d'Àustria Carles III desembarcà a Barcelona, fou un dels nobles de l'aristocràcia catalana que li reté homenatge. El 1706 fou nomenat de nou protector del Braç Militar de Catalunya i Governador del Castell de Montjuïc. Ascendit al grau de coronel, estigué al front del Regiment núm. 5 «Ciutat de Barcelona».
Combaté fins al juliol de 1713 quan, ja greument malalt, hagué de presentar la renúncia i fou rellevat pel General de Batalla Francesc d'Asprer i Talric. Els borbònics decretaren la confiscació de tots els seus béns, però no en trobaren a nom seu.